# Jens Høyrup
Jens Høyrup (Copenhague, 1943) est un historien des mathématiques danois. Il est professeur à l'université de Roskilde, au Danemark.
Il est l'auteur d'une nouvelle interprétation, plus géométrique et plus concrète (à base de découpage et de recollement de figures), des problèmes des mathématiques babyloniennes et de leurs méthodes de résolution. « Le travail de Jens Høyrup a profondément transformé le regard porté sur les mathématiques anciennes. »

## Œuvres choisies
- (en) Jens Høyrup, Lengths, Widths, Surfaces: A Portrait of Old Babylonian Algebra and Its Kin [détail de l’édition]
- Jens Høyrup, L'Algèbre au temps de Babylone, Vuibert/Adapt, coll. « Inflexions », août 2010, 162 p. (ISBN 9782356560162)

## Prix et distinctions
- 2013 : prix Kenneth-O.-May

## Sources
- Erik Weber et Albrecht Heeffer, « Laudatio Jens Høyrup »
- Christine Proust, « Hoyrup, 2002 », Éducmath,‎ 2007 (lire en ligne)Présentation et critique de Lengths, Widths, Surfaces.
- (en) Eleanor Robson, « Revue de "Lengths, Widths, Surfaces: a Portrait of Old Babylonian Algebra and its Kin" par Jens Høyrup », Mathematical Association of America,‎ 2002 (lire en ligne)
- Page personnelle de Jens Høyrup sur le site de l'université de Roskilde, avec lien vers sa bibliographie complète.

## Articles liés
- Tablette BM 13901